# Nocelles
Nocelles és un llogaret despoblat del municipi d'Isàvena, a la Baixa Ribagorça. Està a la capçalera de la vall de Vacamorta (a la dreta del barranc de Vacamorta, afluent del riu Éssera). Es troba a 1.033 metres d'altitud, al vessant meridional de la Serra del Jordal. És el tercer poble més elevat del Jordal després de Merli i Rin de la Carrasca.
Prop de Nocelles, també despoblat, està Torrueco.

## Història

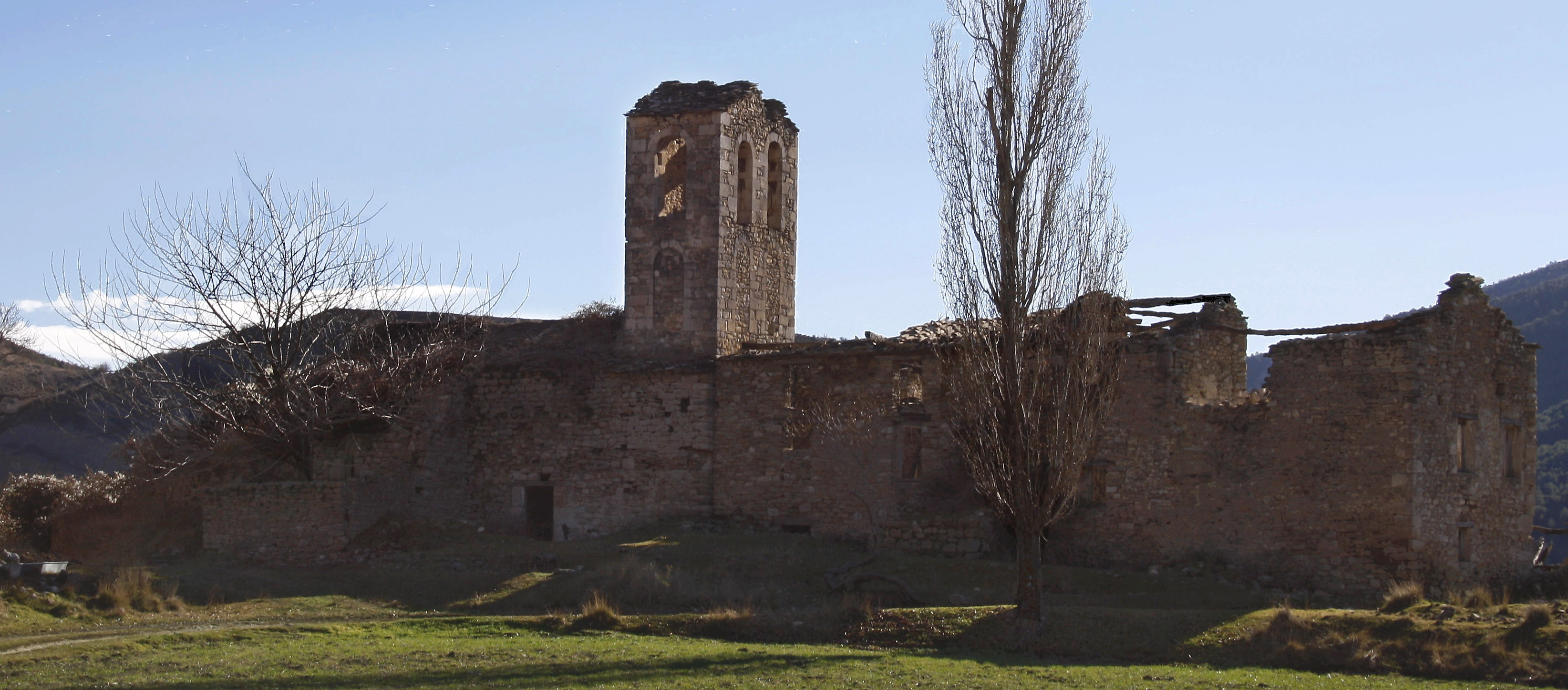
Nocelles (Isàvena)

Nocelles era part de l'antic municipi de Merli. El cens de l'any 1385 de població suma els morabatins de Vilacarles i Nocelles. En total hi havia 12 cases.
L'església de Santa Maria té la nau coberta amb volta de canó. S'accedeix mitjançant arcs de mig punt a les capelles, també cobertes amb volta de canó.